# MotoGP madridi nagydíj
A MotoGP madridi nagydíja a MotoGP egy korábbi versenye volt. A versenyt csak 1998-ban rendezték meg, a helyszín Jarama volt.

## Győztesek
| Év   | Helyszín | 125 cc                    | 250 cc                   | MotoGP               | Összefoglaló |
| ---- | -------- | ------------------------- | ------------------------ | -------------------- | ------------ |
| 1998 | Jarama   | Lucio Cecchinello (Honda) | Tetsuya Harada (Aprilia) | Carlos Checa (Honda) | Összefoglaló |